# Bucher Industries
Pour les articles homonymes, voir Bucher.
Bucher Industries AG est un groupe d'entreprises suisse actif à l'échelle internationale dans l'industrie des machines, dont le siège se trouve à Niederweningen, en Suisse. Cotée à la SIX Swiss Exchange, l'entreprise a réalisé un chiffre d'affaires de 3,16 milliards de francs suisses en 2024 et employait 14 107 personnes. Bucher Industries est la quatrième plus ancienne entreprise cotée en bourse en Suisse.

## Historie

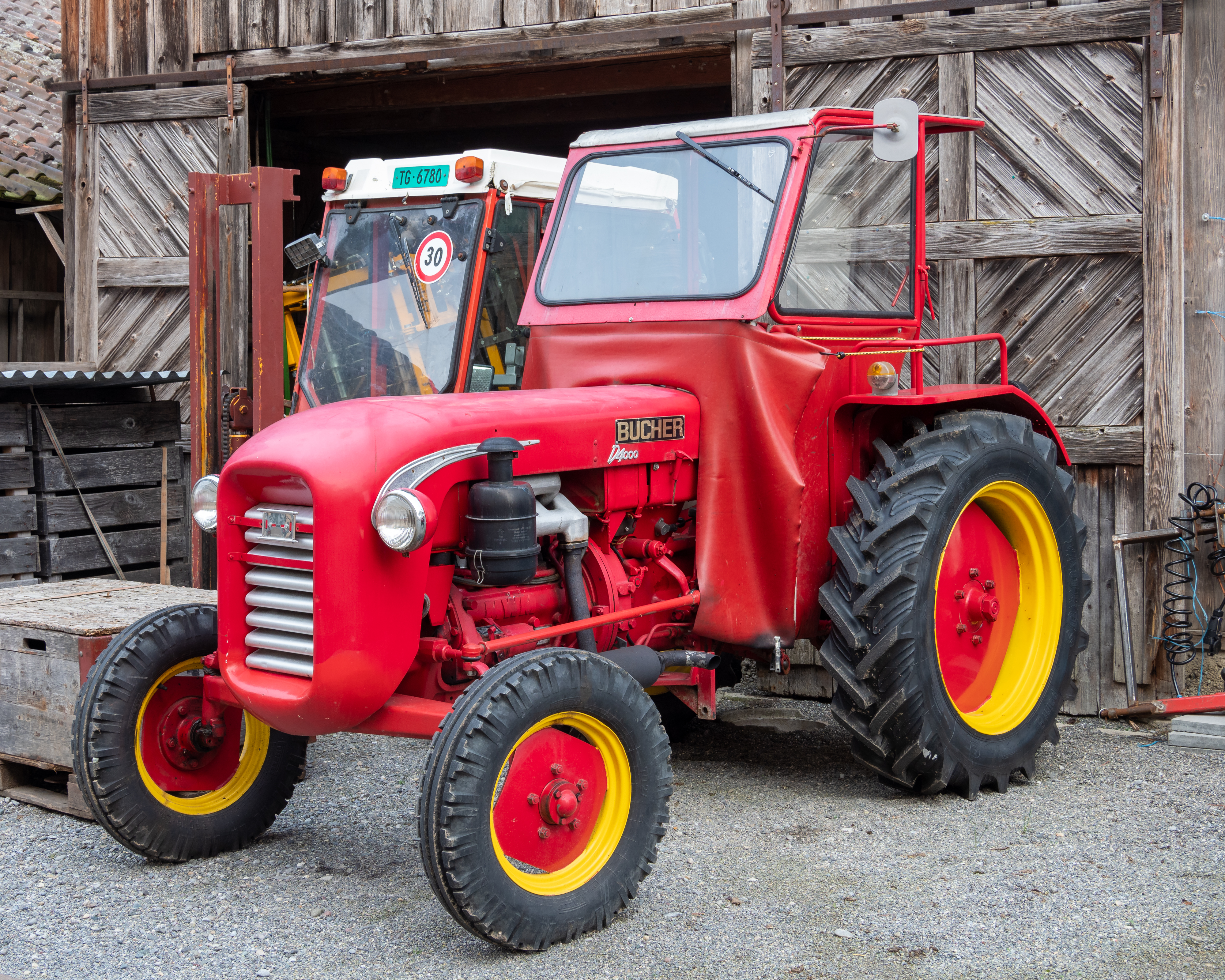
Tracteur Bucher D4000 de 1960

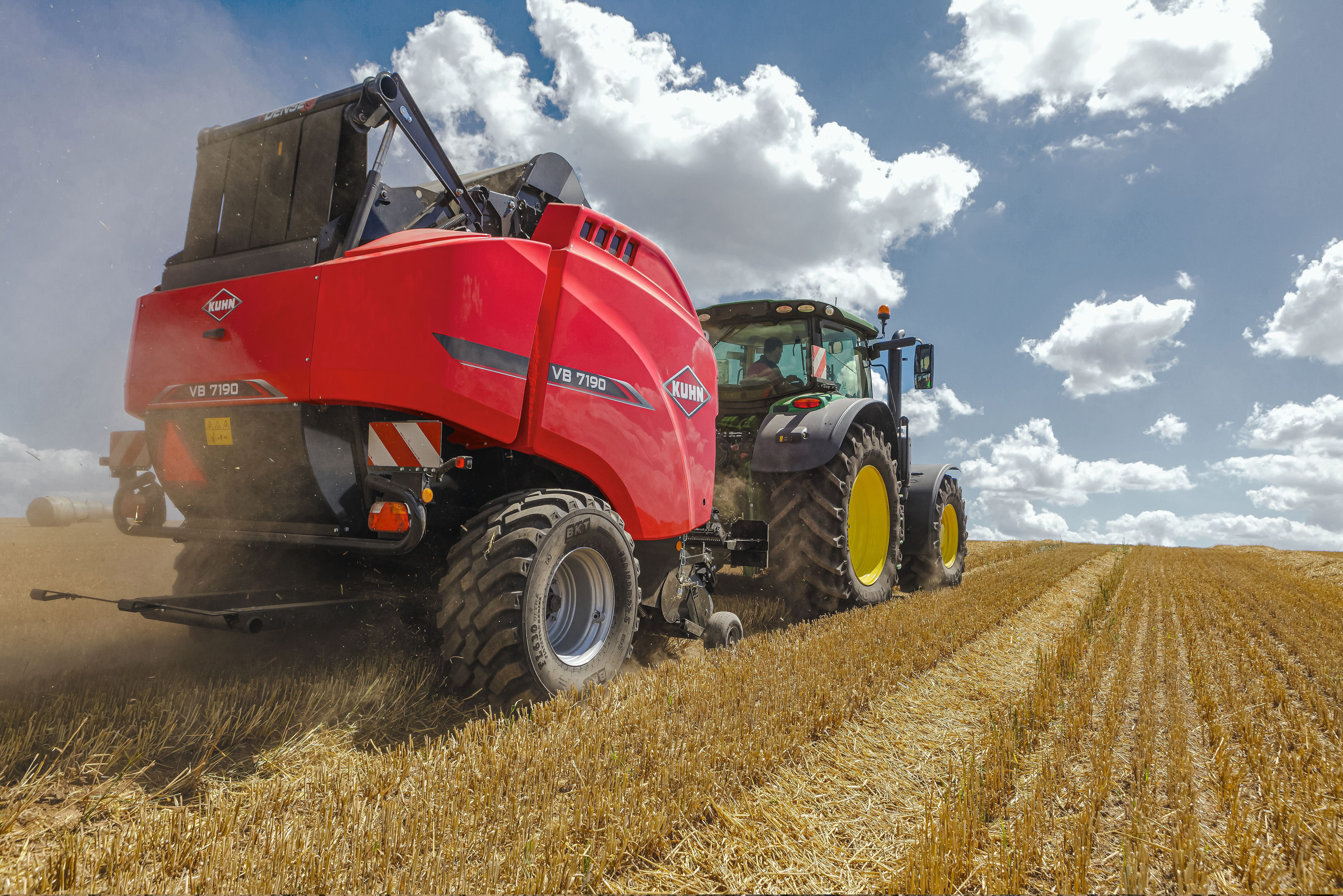
Kuhn Group - VB 7100 presse à balles

Bucher Hydraulics - composants hydrauliques

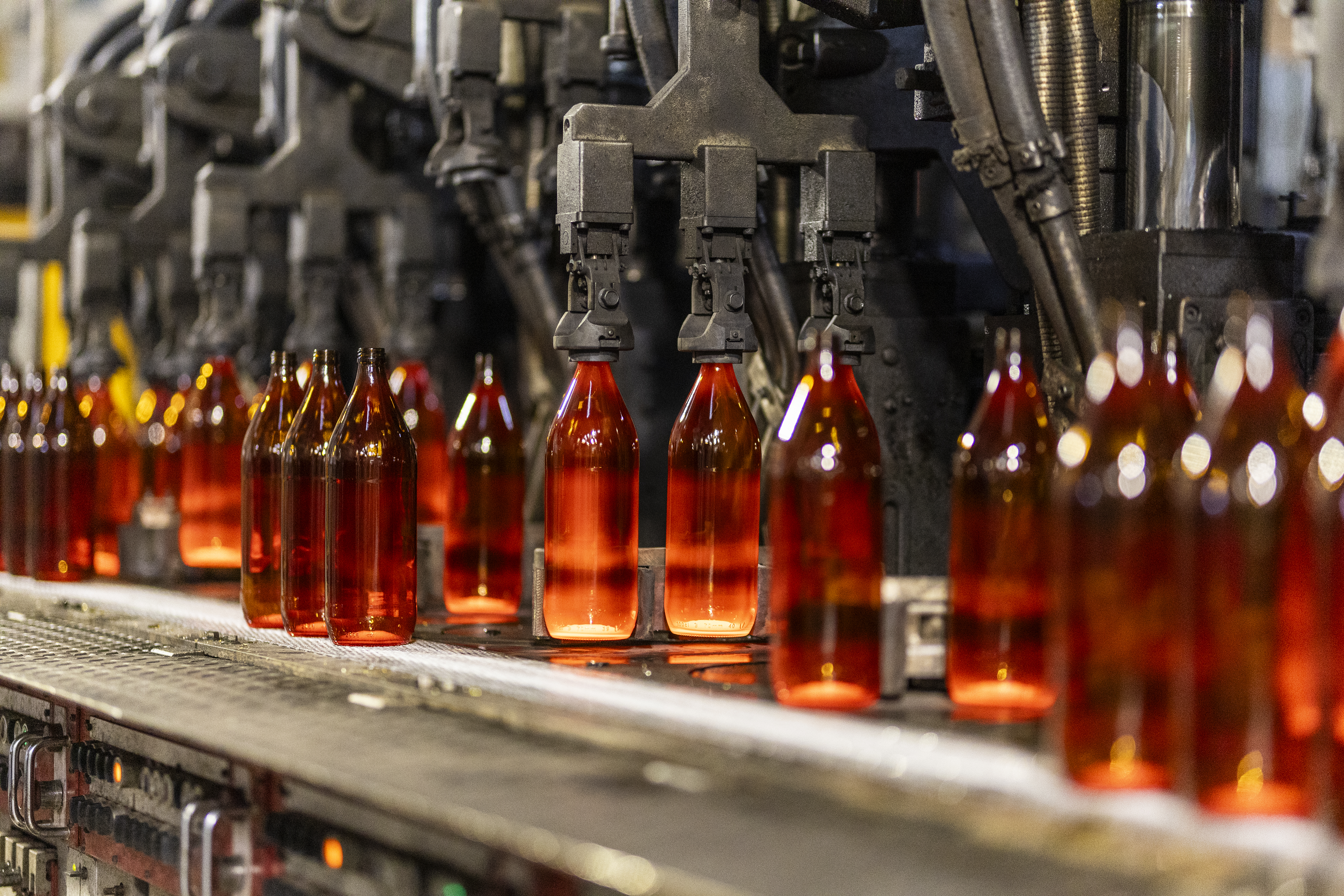
Bucher Emhart Glass- machines de façonnage de verres

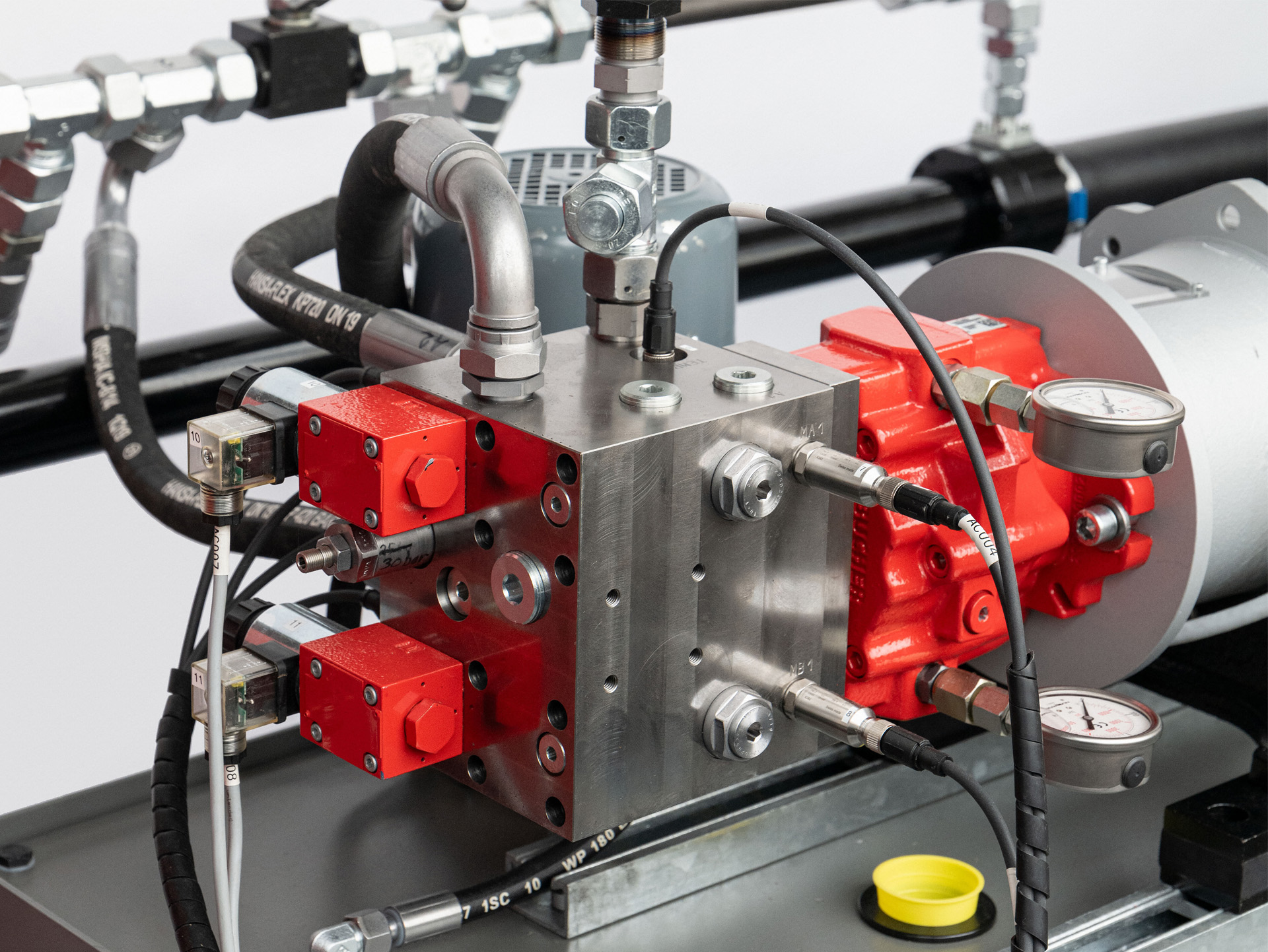
Bucher Hydraulics - HELAX composant hydraulique

### Fondation et débuts
L'entreprise a été fondée en 1807, lorsque Heinrich Bucher-Weiss (1784-1850) a repris une forge à Murzeln, à Niederweningen, qui fabriquait au départ des outils agricoles simples.
Dans les années 1850, sous la direction de son fils homonyme, Heinrich Bucher-Weiss, l'entreprise a commencé à produire des pompes à lisier, des machines à couper le fourrage et des moulins à main. En 1871, Johann Bucher-Manz (1843-1919), le petit-fils de Heinrich Bucher-Weiss, a repris la direction de la forge. Sous sa direction, l'entreprise a commencé à fabriquer des moulins à fruits, des presses à fruits et à raisins, ainsi que des composants métalliques pour les machines agricoles comme les batteuses, les moulins à main et les coupe-fourrage. En 1873, l'entreprise comptait quatre employés,.

### Expansion internationale
En 1874, l'entreprise a été inscrite au registre du commerce sous le nom de Johann Bucher, mechanische Werkstätte, Fabrikation von mechanischen Bestandteilen landwirtschaftlicher Maschinen (Johann Bucher, atelier mécanique, fabrication de composants mécaniques pour machines agricoles). À la fin des années 1880, Johann Bucher-Manz a commencé à importer des machines de l'étranger pour les revendre en Allemagne afin de réduire les coûts. En outre, les machines fabriquées par Bucher étaient également vendues à des entreprises étrangères. À partir de 1890, Johann Bucher-Manz a collaboré avec Johann Georg Fahr de Gottmadingen et a importé des râteaux à cheval de France. En 1895, l'entreprise renommée Maschinenfabrik Johann Bucher-Manz, Niederweningen. À cette époque, l'entreprise comptait 30 employés,.
La première presse hydraulique à fruits avec une pompe à haute pression a été fabriquée en 1901. En 1904, Jean Bucher-Guyer (1875-1961) a pris la direction de l'entreprise et a continué à développer la production de presses hydrauliques à fruits,. En 1923, la Maschinenfabrik Johann Bucher a été fondée à Griessen, au bord du lac de Constance.
Dans la première moitié du 20ᵉ siècle, la fabrication de machines agricoles, de presses hydrauliques à fruits et de moulins à fruits a continué de se développer. En 1921, l'entreprise a présenté la pompe à lisier centrifuge appelée Luna, qui, par rapport à une pompe à piston manuelle, était plus facile à entretenir, fonctionnait avec un moteur électrique ou à combustion interne, et est rapidement devenue l'un des produits les plus vendus de la société Bucher. À partir de 1934, le gendre de Bucher-Guyer, Walter Hauser-Bucher (1904-1967), a progressivement pris la direction de l'entreprise, qui employait alors 230 personnes. La même année, Bucher a lancé une machine à faucher attelée avec moteur intégré, dont l'introduction a entraîné une forte augmentation des ventes de l'entreprise. En 1945, Bucher a présenté la faucheuse motorisée à un essieu Rekord, qui s'est vendue à 116 000 exemplaires jusqu'en 2003. En 1946, Bucher a acquis 50 % des parts du fabricant de machines agricoles Kuhn à Saverne, en France.
En 1951, l'entreprise a été transformée en société anonyme. Les tracteurs dits Bucher ont été produits pour la première fois en 1954, et jusqu'à la fin de leur production en 1964, un total de 5 000 unités ont été livrées. Le tracteur monoroue KT 10 a également été introduit dans les années 1950,. À partir de 1963, Bucher a commencé à vendre des tracteurs Fiat, et en 1963, la presse universelle pour fruits HP 5.000 a été lancée. Un an plus tard, Bucher a introduit des transporteurs à quatre roues motrices comme successeurs des machines monoroues avec remorques à prise de force. En 1967, Hans Hauser (1935-1996) et Rudolf Hauser (1937) ont pris la direction de l'entreprise. En 1972, Thomas Hauser (1940), qui avait dirigé la société en commandite Maschinenfabrik Johann Bucher depuis 1970 en succédant à Rudolf Hauser, est devenu membre du conseil d'administration. En 1975, des obligations publiques ont été émises pour la première fois à destination des investisseurs.
En 1986, les parts majoritaires du fabricant de pressoirs CMMC SA à Chalonnes-sur-Loire ont été acquises.

### Acquisitions et réorientation
En 1984, le groupe d'entreprises s'est restructuré en Bucher Holding AG, et deux ans plus tard, l'ouverture au public et l'entrée à la Bourse suisse ont eu lieu,. Le groupe réalisait alors un chiffre d'affaires de 430 millions de francs suisses et comptait 2'730 employés.
Avec son introduction en bourse, Bucher a entamé une phase d'expansion et d'acquisitions. À partir de 1987, la division Kuhn Group a été renforcée par l'acquisition de plusieurs entreprises : Huard (1987), le fabricant de balayeuses Rolba de Wetzikon (1991) et Audureau (1993). En 1994, Bucher a repris les secteurs de machines balayeuses, équipements aéroportuaires et machines spéciales de Schörling GmbH & Co, qui ont été intégrés dans la nouvelle entité Bucher-Schörling GmbH. Pendant que Kuhn Group acquérait Nodet en 1996, les années 1990 ont également vu l'expansion de la filiale Bucher Hydraulics avec l'intégration de Hidroirma S.p.a. à Reggio d'Émilie en Italie, de Beringer Hydraulik basé à Neuheim (1996) et de Hydrotechnik à Frutigen (1997). L'acquisition d'Emhart Glass en Suisse (1998) a permis à Bucher d'entrer dans le secteur de la fabrication de récipients en verre. Dans les années suivantes, Kuhn Group a acquis Knight Manufacturing aux États-Unis (2002), Metasa en Allemagne (2005), Blanchard à Chaumes-en-Retz en France (2008), la division presse de Kverneland en Norvège (2009), le fabricant brésilien de pulvérisateurs automoteurs et d'épandeurs d'engrais Montana Indústria de Máquinas (2014), ainsi que le fabricant français de pulvérisateurs automoteurs Artec Pulvérisation (2018).
En 1996, les activités principales de l'entreprise ont été divisées en cinq divisions : technique agricole (Kuhn Group), véhicules (Bucher Municipal), technique alimentaire (Bucher Process), composants hydrauliques (Bucher Hydraulics) et machines (Laeis-Bucher).
Bucher Holding AG a changé de nom en 2000 pour devenir Bucher Industries AG.
En 2005, Bucher a repris la division européenne et australienne des balayeuses de l'entreprise britannique Johnston Sweepers Ltd.. Un an plus tard, l'entreprise indienne Sterling Fluid Technologies a été reprise et intégrée à la division Bucher Hydraulics. D'autres acquisitions comme Monarch Hydraulics Inc. dans le Michigan (2007) et Command Controls Corporation dans l'Illinois (2008) ont permis d'étendre la division Bucher Hydraulics aux États-Unis,.
En septembre 2008, Bucher Hydraulics a inauguré une nouvelle usine de production de technologies d'entraînement et de contrôle à l'aérodrome de Frutigen. En mars 2011, le fabricant américain de machines agricoles Krause Corporation a été acquis et intégré à la division Kuhn Group, qui a été renommée Kuhn-Krause. La même année, Bucher Emhart Glass a créé une coentreprise avec Sanjin Glass Machinery, un fabricant chinois de machines de formage du verre, en acquérant 63 % des parts. En 2013, Bucher a pris la majorité des parts de Jetter AG, un fabricant d'équipements de contrôle, ainsi que de sa filiale Futronic GmbH.

### Développements récents
Depuis janvier 2014, Bucher Industries est divisé en cinq divisions selon les domaines d'activité : Kuhn Group (machines agricoles), Bucher Municipal (véhicules communaux), Bucher Hydraulics (systèmes hydrauliques), Bucher Emhart Glass (industrie des récipients en verre) ainsi que Bucher Specials (affaires individuelles).
En 2016, la division Bucher Municipal a racheté le fabricant danois de nettoyeurs de canalisations J. Hvidtved Larsen A/S (JHL). En 2018, la division Bucher Specials a acquis l'activité commerciale de moissonneuses-batteuses ainsi que le service pour les entrepreneurs agricoles de l'entreprise suisse Grunderco S.A. La même année, la division Bucher Emhart Glass a complètement acquis Sanjin Glass Machinery. Également, en 2018, Bucher, par l'intermédiaire de sa division Bucher Hydraulics en Chine, a établi une coentreprise pour acquérir 80 % du fabricant chinois de pompes hydrauliques et de groupes compacts, Wuxi Deli Fluid Technology.
En 2019, Bucher Municipal a acquis 100 % des parts de Zynkon, un fabricant chinois de véhicules de nettoyage de canalisations. Deux ans plus tard, Bucher Hydraulics a racheté à Lenze Schmidhauser, à Romanshorn, la branche des techniques d'entraînement électrique mobiles, Lenze Mobile Drives.
En juillet 2023, Jetter AG et sa filiale Futronic GmbH ont fusionné et ont changé de nom pour devenir Bucher Automation.
Depuis avril 2024, Urs Kaufmann est président du conseil d'administration de Bucher, en remplacement de Philip Mosimann.

## Composition du groupe Bucher Industries AG

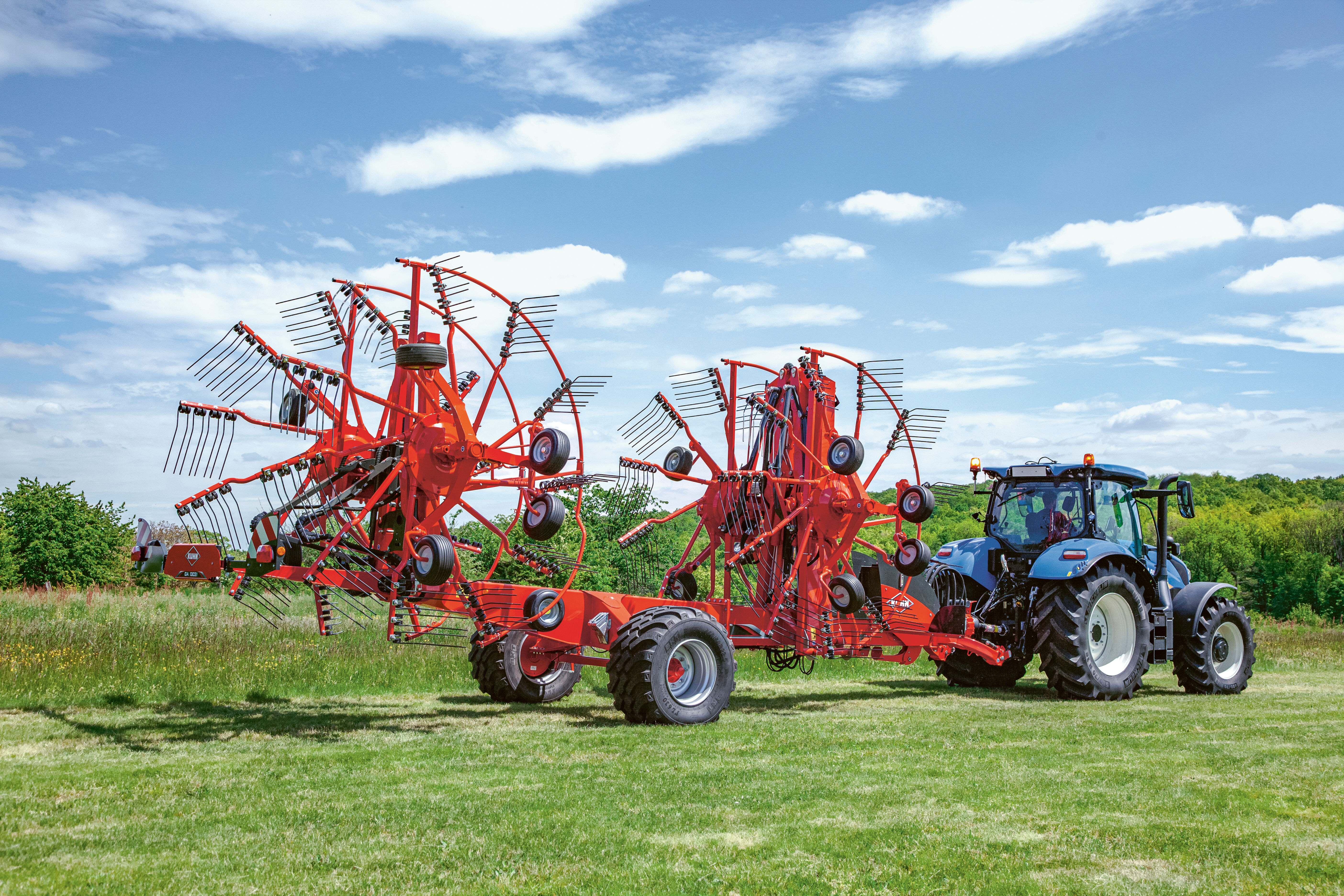
Kuhn Group – Semoir universel ESPRO 6000 RC

Le groupe opère dans quatre sections spécialisées sur les marchés de l'ingénierie mécanique et de l'ingénierie automobile, qui sont liés à l'industrie, ainsi que dans une section d'entreprises individuelles indépendantes :
Kuhn Group: constructeur de machines agricoles dans le travail du sol, l'ensemencement, la fertilisation, la protection des cultures et la gestion des paysages, la récolte du fourrage et les technologies d'alimentation. La division Kuhn Group exploite des sites de production en France, aux Pays-Bas, aux États-Unis et au Brésil et il est la division la plus importante du groupe quant au chiffre d'affaires,.
Bucher Municipal (de) : constructeur de véhicules municipaux destinés au nettoyage de voirie et des égouts. La gamme de produits comprend des véhicules compacts montés sur camion et du matériel d'entretien hivernal (chasse-neige, épandeuse, etc.), des véhicules de nettoyage des égouts et des véhicules de collecte des ordures,,. Les usines de production sont situées en Europe, en Amérique du Nord, en Australie et en Asie.
Bucher Hydraulics (de) : développe et produit des dispositifs hydrauliques, : pompes, moteurs, vannes, unités d'entraînement, entraînements d'ascenseurs et des commandes avec les composants électroniques associés. Les usines de production sont situées en Europe, aux États-Unis, en Chine et en Inde.
Bucher Emhart Glass (de) : fabrique des équipements pour la fabrication et l'inspection de contenants en verre, : machines de formage et d'inspection du verre, des équipements, des composants et des pièces détachées. Les usines de production sont situées en Suède, aux États-Unis et en Malaisie. Le siège social d'Emhart Glass se trouve en Suisse ; le centre de recherche et développement est situé aux États-Unis.

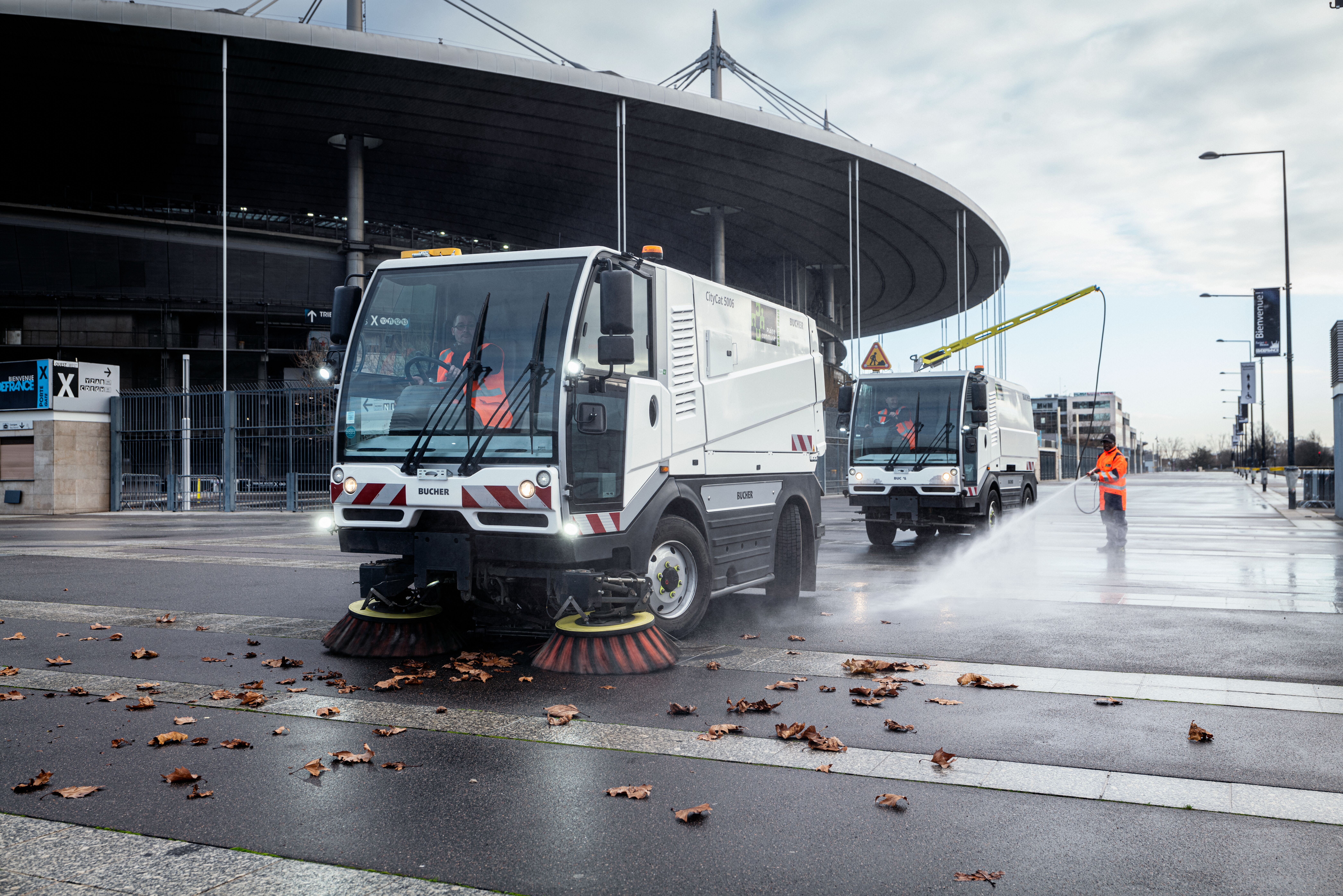
Bucher Municipal – Balayeuse compacte CityCat 5006

Bucher Specials : les machines et les équipements pour la production de vin (Bucher Vaslin), les équipements et machines pour la production de jus de fruits,,, la déshydratation des boues industrielles et séchage des aliments (Bucher Unipektin), des systèmes de contrôle et d'automatisation (Bucher Automation) et la vente de tracteurs et machines agricoles en Suisse (Bucher Landtechnik),.

## Chiffres clés économiques
Outre son siège principal à Niederweningen et sa centrale du groupe à l'aéroport de Zurich, Bucher Industries AG est représentée dans le monde entier par 22 sociétés du groupe réparties sur plus de 50 sites,.
Au cours de l'exercice 2024, Bucher Industries a réalisé un chiffre d'affaires de 3,16 milliards de francs suisses et employait 14 107 personnes.

## Durabilité
En 2016, Bucher Municipal a lancé sur le marché le premier véhicule compact de balayage entièrement électrique de classe 2 m³ au monde. En 2021, l'entreprise a présenté le CityCat V20e, un autre véhicule de balayage électrique qui permet d'économiser jusqu'à 26 tonnes d'émissions de CO2 par an par rapport à un véhicule de balayage diesel.
En 2020, Bucher Hydraulics a lancé sur le marché la technologie Helax, un entraînement linéaire décentralisé composé d'un vérin hydraulique contrôlé par un moteur électrique, ce qui permet de réduire la consommation d'énergie.

## Distinctions (sélection)
- 2014: Meilleur conseil d'administration parmi 150 sociétés cotées dans le classement des conseils d'administration par le prestataire de services aux actionnaires zRating, commandé par le journal suisse Finanz und Wirtschaft[62].
- 2015: Récompense de le semoir universel Espro en tant que « Machine de l'année » dans la catégorie « Semis » par un jury international de journalistes spécialisés en technologie agricole[63],[64].
- 2018: Récompense de la presse-enrubanneuse Kuhn FBP 3135 Intelli Wrap en tant que « Machine de l'année » par un jury international de journalistes spécialisés en technologie agricole[64].
- 2019: Récompense de la vanne de régulation iValve par le prix de l'innovation de Zoug, décerné par le gouvernement du canton de Zoug[65].
- 2023: Manuela Suter élue « CFO of the Year » dans la catégorie « Swiss Performance Index » par le CFO Forum Schweiz[66].
- 2023: Récompense du CityCat VR50e avec le German Innovation Award Gold par le Conseil allemand du design[67].
- 2023: Récompense de la presse à balles Kuhn VBP 7190 en tant que « Farm Machine 2023 » par un jury composé de représentants de divers médias européens[68].